# Tři Dvory
Tři Dvory település Csehországban, a Kolíni járásban. Tři Dvory Ovčáry, Kolín, Starý Kolín és Konárovice településekkel határos. Lakosainak száma 993 fő (2024. január 1.).

## Népesség
A település lakosságának változását az alábbi diagram mutatja:
| Lakosok száma | 444  | 577  | 663  | 761  | 913  | 857  | 959  | 964  | 982  | 993  |
|               | 1869 | 1890 | 1921 | 1950 | 1980 | 2001 | 2017 | 2019 | 2022 | 2024 |